# HD 65900
HD 65900，又名BD+05 1857，SAO 116244、HR 3136，是一颗恒星，视星等为5.65，位于銀經216.58，銀緯17.74，其B1900.0坐标为赤經7h 55m 56.5s，赤緯+5° 17.74′ 18″。